# 住吉公園

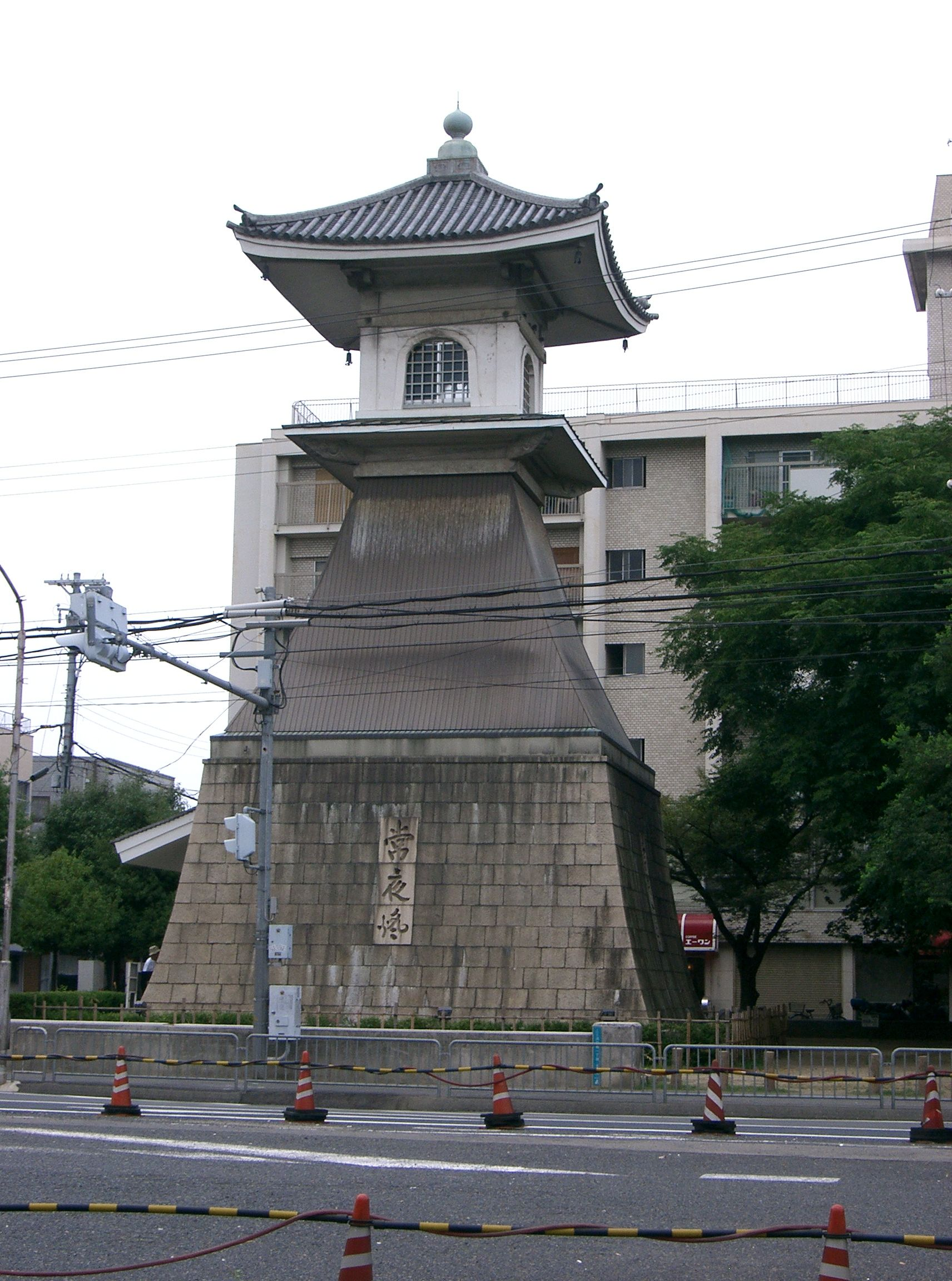
住吉高灯篭

住吉公園（すみよしこうえん、Sumiyoshi Park）は、大阪府大阪市住之江区浜口東一丁目にある大阪府営公園。

## 概要
1873年8月に住吉大社の社域全域を公園に指定したことに始まり、1875年11月に住吉大社の馬場だった西側を公園とし、東側の社域と分離した。
公園西側にある住吉高燈籠から公園内を東へ伸びる「汐掛道」は住吉大社の表参道にあたる。公園東側を南北に通る南海本線・紀州街道（阪堺線）をそれぞれ横断して住吉大社の西大鳥居、反橋、角鳥居、幸壽門に至るまで一直線に伸びている。
公園内には運動場、軟式野球場、テニスコート、体育館などがある。

## 歴史

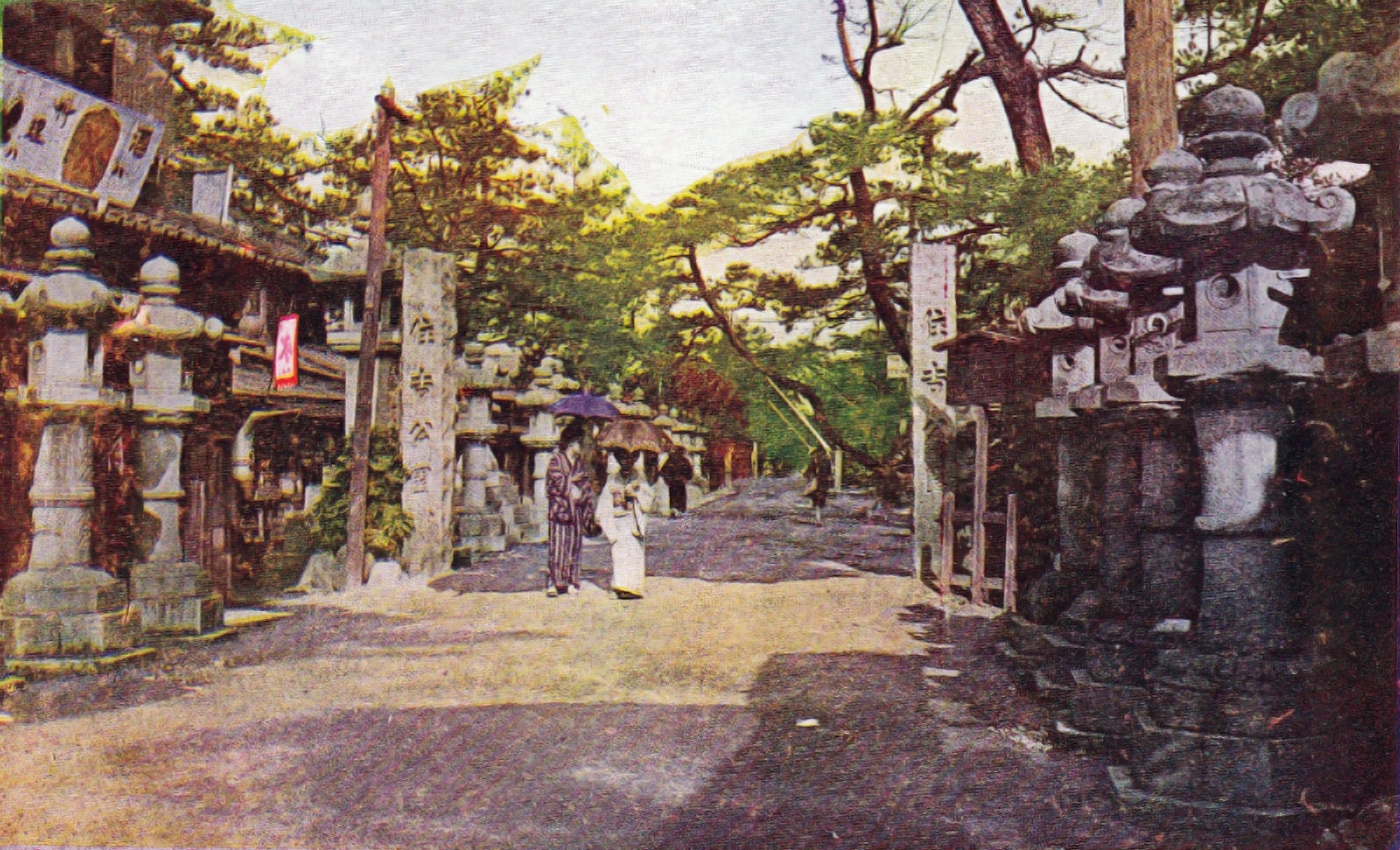
（住吉名勝）住吉公園入口

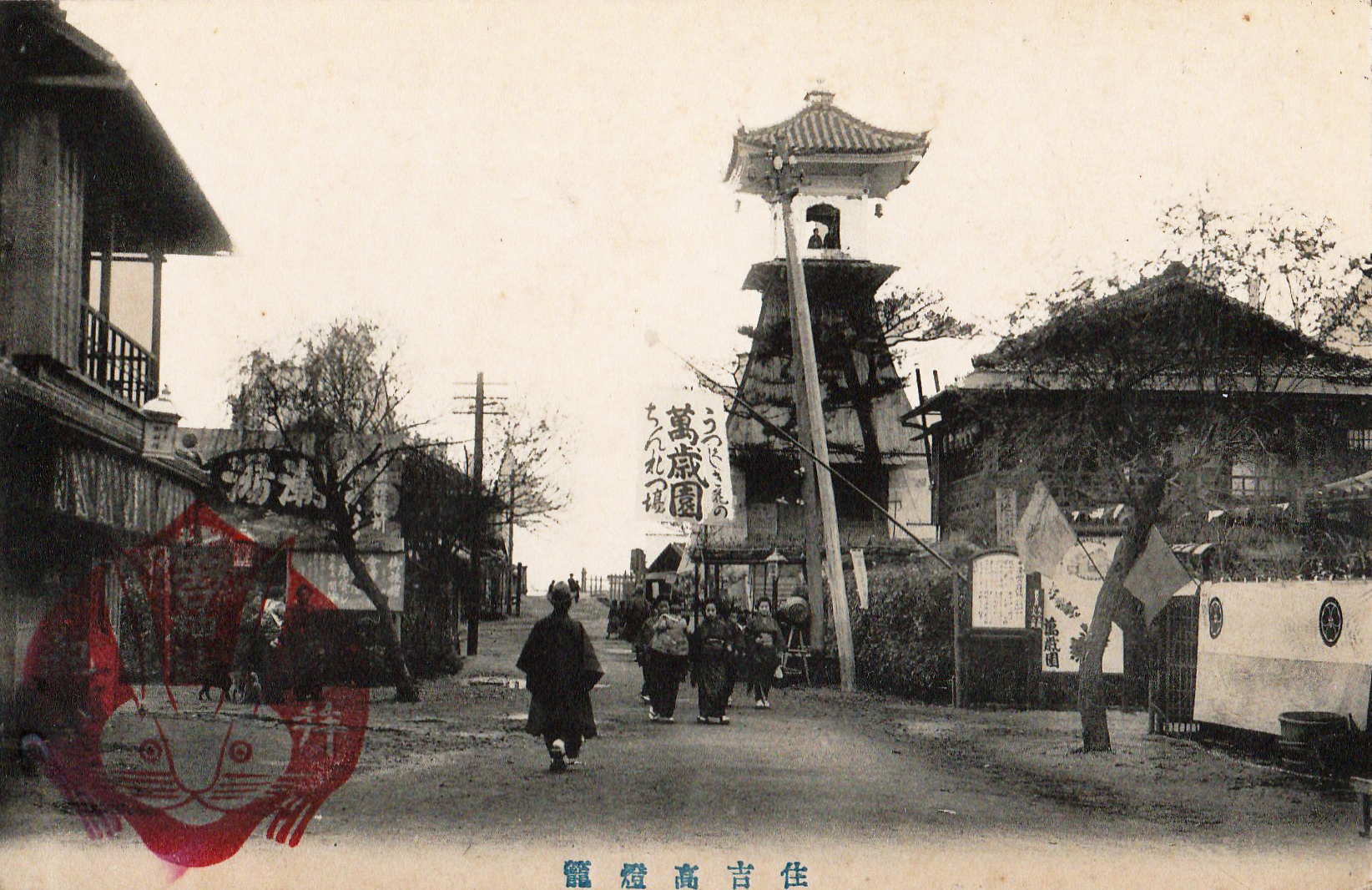
住吉高燈籠

1873年12月開園の浜寺公園と並んで最も歴史のある大阪府営公園だが、浜寺公園は1881年2月7日に大阪府へ移管されるまで堺県営だったため、大阪府営としての歴史は住吉公園のほうが長い。
1885年に阪堺鉄道（現在の南海本線）が公園東側に、1918年に国道16号（現在の国道26号）が公園西側に敷設され、1924年にかけて国道より西側を廃止するなどの縮小・整備が行われて現在の形になった。この縮小した公園敷地の代替として、1930年10月に住吉第2公園として住之江公園が開設された。
1925年4月1日の大阪市編入以来住吉区に属していたが、1974年7月22日の分増区の際に新設の住之江区に属するようになった。
住吉高燈籠は、鎌倉時代創建の日本最古の灯台とされる。もとは旧海岸線でもある十三間堀川（埋立。現在の阪神高速15号堺線）の東側に位置していたが、1974年に国道26号の西側に場所を移して復元された。2005年に内部を改装し、史料館となっている。一般開放は毎月第1・第3日曜の10時～16時。
また鎌倉時代の元寇の時は、蒙古撃退のための住吉大社による住吉大神への「浜祈祷」は、住吉公園の前に広がっていた住吉の浜で行われた。

## 交通
- 南海本線 住吉大社駅
- 阪堺電気軌道阪堺線 住吉鳥居前停留場
- 大阪シティバス 住吉公園停留所